# Christopher Negele
Christopher Negele (* 11. April 2005 in Ulm) ist ein deutscher Fußballspieler.

## Sportlicher Werdegang
Negele begann mit dem Vereinsfußball beim FV Gerlenhofen, über die Jugend des TSV Neu-Ulm kam er in den Nachwuchsbereich des SSV Ulm 1846 2019 wechselte er in die Jugendabteilung des 1. FC Heidenheim, wo er anschließend die U-17- und U-19-Mannschaften des Klubs durchlief und in B-Junioren- respektive A-Junioren-Bundesliga auflief. In der B-Junioren-Bundesligasaison 2021/22 gehörte er dabei mit 15 Saisontoren zu den treffsichersten Spielern der Süd/Südwest-Staffel, wenngleich er mit der Mannschaft den Klassenerhalt verpasste. Bereits im Saisonverlauf hatte er kurz vor Weihnachten 2021 einen bis Sommer 2025 gültigen Vertrag unterzeichnet. Im Herbst 2022 rückte er zeitweise in den Spieltagskader der in der 2. Bundesliga antretenden Wettkampfmannschaft auf, kam aber beim Aufstieg in die Bundesliga nicht zum Einsatz. Nachdem er im ersten A-Junioren-Jahr noch zum erweiterten Stammspielerkreis gehört hatte, war er in der Spielzeit 2023/24 regelmäßig in der Startformation vertreten und erzielte als Außenstürmer zehn Saisontore.
Während Negele in der Spielzeit 2024/25 in der Meisterschaft weiter außen vor war, gehörte er im Europapokal regelmäßig aufgrund der Homegrown-Player-Rule der UEFA zum Kader. Im Dezember 2024 debütierte er unter Trainer Frank Schmidt in der UEFA Conference League bei der 1:3-Auswärtsniederlage beim türkischen Klub Istanbul Başakşehir FK als Einwechselspieler für Leonardo Scienza. Dies blieb sein einziger Einsatz im Saisonverlauf, in der Bundesliga gehörte er auch in der Folge nicht zum Spieltagskader. Im Sommer 2025 lief sein Vertrag aus, am letzten regulären Spieltag wurde er vom Klub neben Vitus Eicher und Norman Theuerkauf verabschiedet. Er wechselte im Anschluss daran zur SpVgg Unterhaching.